# Dr.-Rudolf-Hatschek-Park

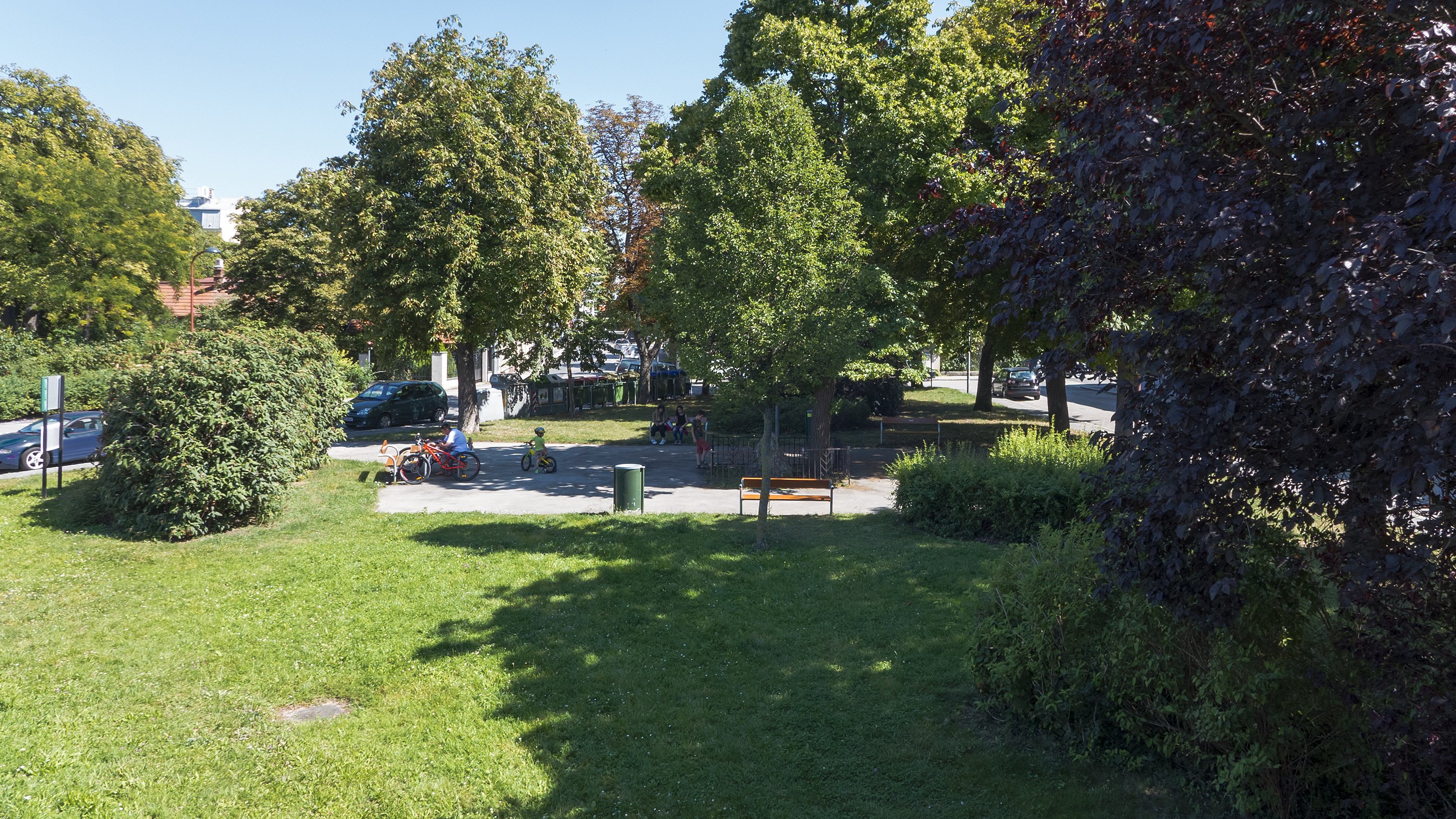
Dr.-Rudolf-Hatschek-Park (2016)

Der Dr.-Rudolf-Hatschek-Park ist ein Wiener Park im 23. Bezirk, Liesing.

## Beschreibung

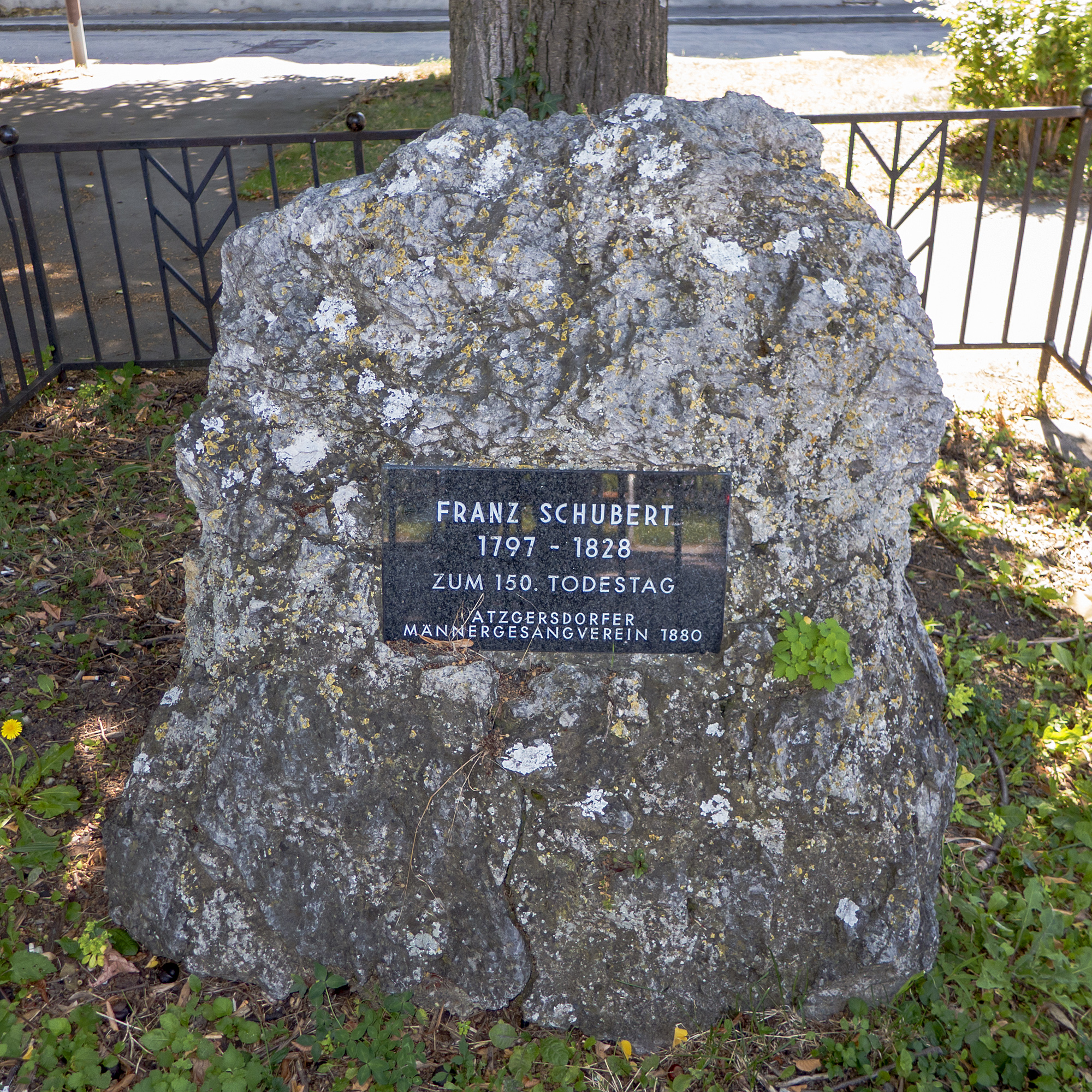
Franz Schubert Gedenkstein (2016)

Der Dr.-Rudolf-Hatschek-Park ist ein ca. 1.500 m² großer Beserlpark inmitten des Schrailplatzes in Liesing. Neben Wiesenflächen und Baumbestand verfügt der Beserlpark über Sitzmöglichkeiten und einen Franz-Schubert-Gedenkstein, der vom Männergesangsverein Atzgersdorf gewidmet wurde.

## Geschichte
Der Park wurde am 19. Mai 1954 im Gemeinderatsausschuss für Kultur der Stadt Wien nach dem sozialdemokratischen Atzgersdorfer Arzt Dr. Rudolf Hatschek (1874–1939) benannt, der ein Opfer des Faschismus wurde, da er nach dem Anschluss Österreichs unter die von den Nationalsozialisten erlassenen Nürnberger Rassengesetze fiel und mit Berufsverbot belegt wurde.